# ヴァン・ド・パイユ

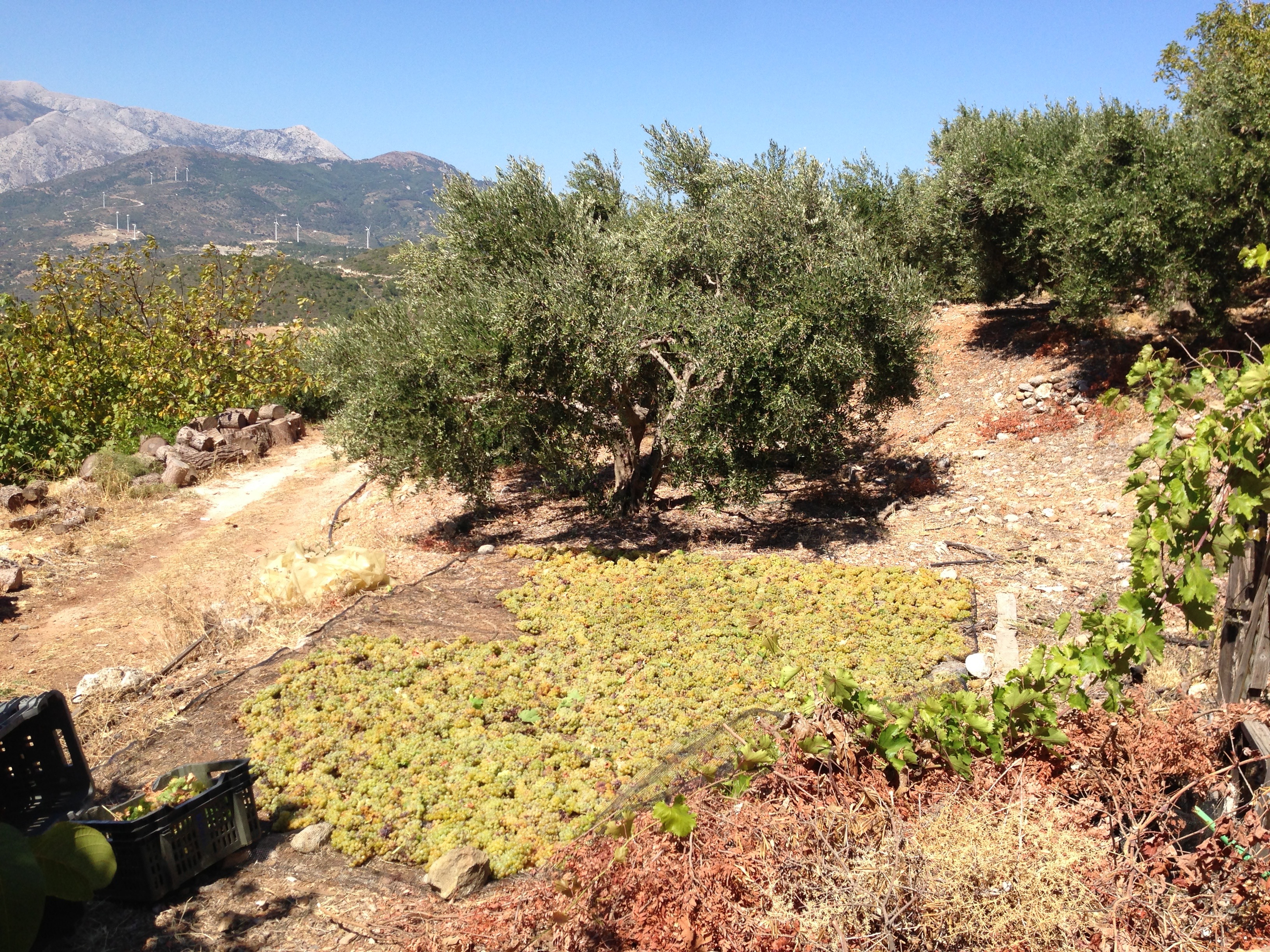
マスカットが日光で乾燥中である。ギリシャ、サモス島にて。

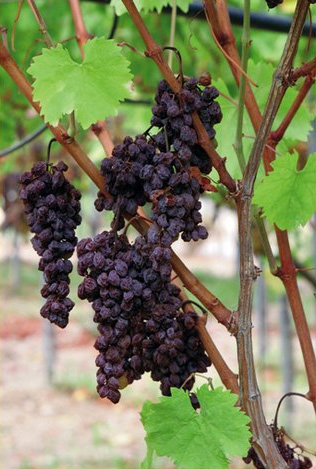
樹上で乾燥され、しなびているブドウ。

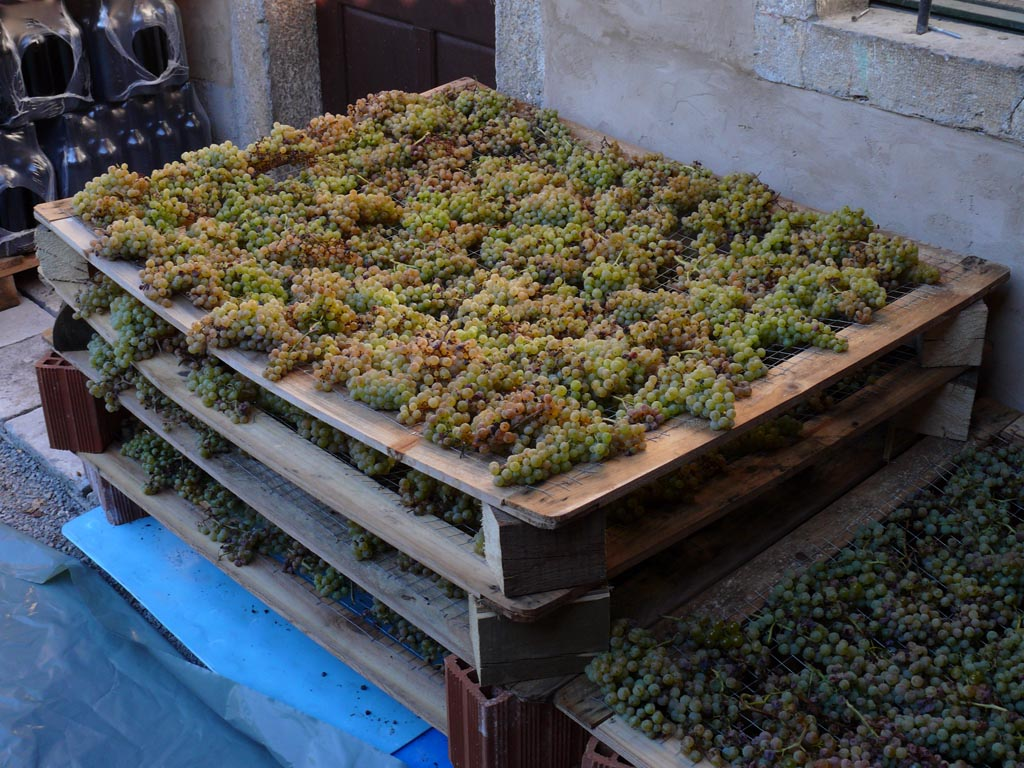
乾燥のため、ブドウが台に広げられている。

ヴァン・ド・パイユ（フランス語: Vin de paille）ないしは藁ワインは、ブドウを乾燥させることで果汁を濃縮させて造るワインである。呼称は国や地域によりまちまちであり、英語ではストローワイン（英：Straw wine）、オーストリアではシュトローヴァイン、イタリアではパッシートなどと呼ばれる。濃厚な果汁からなるという点ではアイスワインと似ているが、もっと古くから存在する醸造法であり、温暖な気候に適している。その歴史はワイン醸造の最初期にさかのぼるが、流行しだしたのは古代ローマ時代であり、中世ヨーロッパからルネサンス期にはマルムジー（原産地であるギリシャではマルヴァジーアと呼ばれる）やキャンディア（クレタ島産）といったワインが大いにもてはやされるようになった。伝統的にはギリシャ、シチリア島、キプロス、イタリア北部、フランスのアルプス山脈周辺で造られるが、今日では他の地域でも同様の手法が採用されることがある。
古典的な醸造法では、注意深く手摘みで収穫された後、完熟したブドウの房を選り分けてマットに広げ、十分に日光に晒す。もともとはマットは藁で作られていたが、近年ではオリーブの収穫用のプラスチック製ネットが用いられることも多い。乾燥は、圧搾を行う場所に近い、開けた高台などで行われ、1週間かもう少し長い程度の期間行われる。小規模な生産では平たい屋根の上にブドウを広げるころもあったが、現在では極めて稀である。
より労働集約的ではない形として、マットやネットの代わりに持ち運び可能な棚を用いたり、果実をブドウの樹の下に放置する、あるいは枝を切ったり茎をねじったりした果実を樹に吊るしておく場合もある。技術的には、ストローワインを造るためには果実を樹から必ず切り離さなくてはならない。収穫する前にブドウが過熟してしまったら、たとえそれがレーズンのようになっていたとしても、レイトハーヴェストワインになってしまうからである。
実際にとられる技法はまちまちであり、各々の産地の条件や伝統、あるいは増えつつある現代的な技術革新によっている。地域によってはまずは日光に晒して後に日陰に移すこともあるし、結露を防ぐために夜間に覆いをする場合もある。より冷涼かつ湿潤な地域では乾燥工程をすべての室内で行うこともあり、空気の循環の良い小屋や屋根裏、温室に棚を備えてブドウを並べたり、吊るしておいたりする。
ストローワインは一般的には甘口あるいは極甘口の白ワインが多く、ソーテルヌのような貴腐ワインにも似た濃厚さと甘さを持つが、さらに甘くすることも可能である。長期熟成にも耐える。生産性が低いこと、生産方法が労働集約的であることは価格が極めて高いことにつながっている。イタリアのヴェローナでは黒ブドウに対して乾燥工程をともなう醸造を行うが、その方法の違いによりしっかりとした辛口の赤ワイン（アマローネ）と甘口赤ワイン（レチョート・デッラ・ヴァルポリチェッラ）が作り分けられている。

## 歴史
キプロスにあるエリミの新石器時代遺跡の発掘調査によれば、甘口のワインは当地でおよそ6000年前から造られていた。これは地中海地域における甘口ワイン生産の最初期の証拠である。ここで使われたブドウはCypriot Manna ないしは Namaとして知られていた。同様の手法は中世のキプロスのワインであるコマンダリアの生産にも用いられており、これは今日まで造り続けられている。
紀元前800年頃、アルカイック期の古代ギリシャの詩人ヘーシオドスはストローワインの製法を描写している。1世紀にはコルメラや大プリニウスによる記述のなかに様々なストローワインが現れる。大プリニウスはストローワインの説明に次いで、蜂蜜を加えたワインを示すギリシア語を使っている。「ブドウは日光で乾燥させるために樹に残し、乾いたら囲われた垣の上に置いておく。地面からは7フィートほど離し、夜のうちに露に濡れないよう気を付ける。そして8日目には踏みつぶす。このようにすると素晴らしい香りを持つ酒が造れるといわれている。melititesとして知られる酒も甘口のワインである。」コルメラは古代のカルタゴで造られていたPassumというワインについて述べている。これは現代のイタリアにおける呼び名ではパッシートといい、フランスにおけるストローワインの製法を示すパスリヤージュとともに古代の用語を反映している。おそらく、Passumと最も近いものはジビッボという古くからのマスカットから造られるパッシート・ディ・パンテッレリアであると考えられる。これはシチリア海峡のパンテッレリア島（チュニジアから50マイルにある）で造られるが、かつてカルタゴがあった場所の向かいに位置する。

## オーストリア・ドイツ
シュトローヴァイン（Strohwein） ないしはシルフヴァイン（Schilfwein）はオーストリアのワインの格付けであるプレデカーツヴァインのうち、レーズンのように乾燥したブドウから造られる甘口のデザートワインであるストローワインに対して与えられる。ドイツ語で”Stroh”は「藁」、”Schilf”は「葦」を意味する。
シュトローヴァインやシルフヴァインにおいて、ムストのKMW糖度は最低でも25度が必要であり、これはオーストリアにおけるベーレンアウスレーゼの規定と同じである。これはオーストラリアのワイン法により定められている。加えて、ブドウは3か月以上、房ごと藁か葦でできたマットに乗せるかひもで吊り下げて乾燥させる必要がある。ただし、乾燥工程を開始して2か月以上経ち、ムストのKMW糖度が30度（トロッケンベーレンアウスレーゼの規定と同じ糖度）を超えたら、その時点でブドウを圧搾することが許されている。
オーストリアのワイン法上、シュトローヴァインとシルフヴァインは同義語と扱われている。どちらの名称を使うかは、ブドウを乾燥させる際に藁と葦のどちらを用いたかではなく、その土地の伝統的な名称に応じて決められる。
格付けにシュトローヴァインを持つのはオーストリアだけである。ドイツのワイン法にはかつて格付けが存在したが、1971年のワイン法改正で格付けから除外された。以降ドイツではシュトローヴァインを製造すること自体禁じられてきたが、ドイツのワイン醸造家が製造許可を求めて訴訟を起こし、2008年に製造許可を勝ち取った。

## フランス

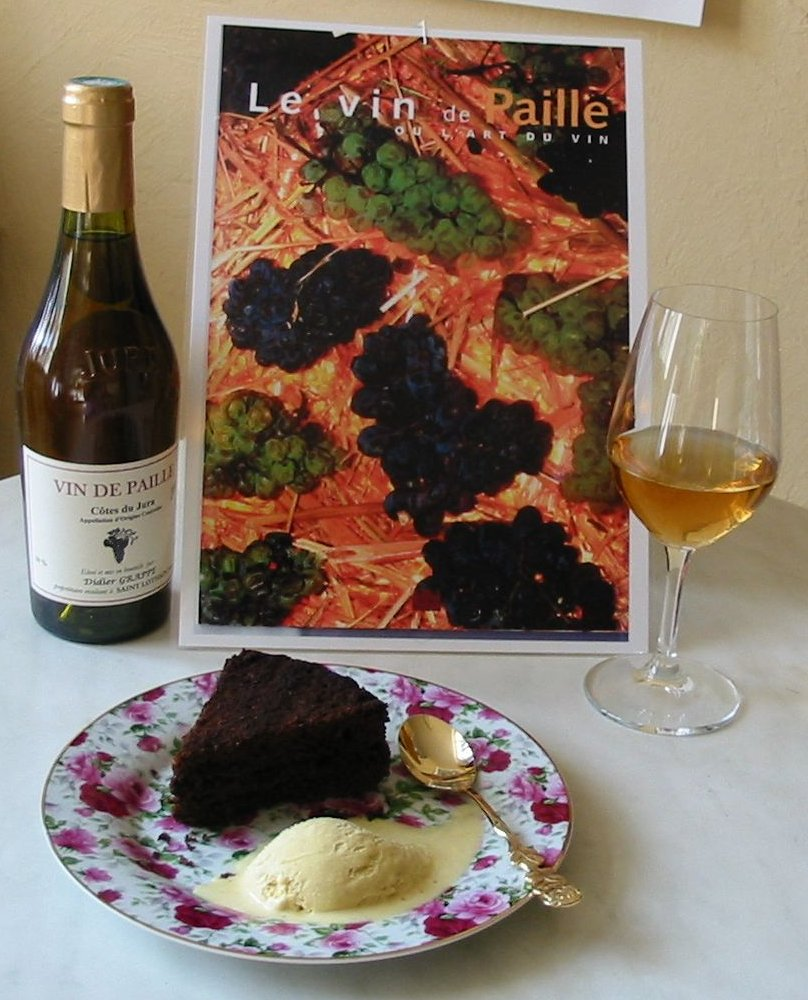
ヴァン・ド・パイユ

フランスにおいてはストローワインはヴァン・ド・パイユ（仏：Vin de Paille）と呼ばれ、ブドウが完熟した年にのみ生産される。最も知名度が高いのはジュラ地方のワイン（A.O.C.の規定でアルボワ、アルボワ・ピュピラン、コート・デュ・ジュラ、レトワールで生産可能である）であり、シャルドネ、サヴァニャンと黒ブドウであるプールサール、トゥルソーの使用が認められている。ヴァン・ド・パイユは他にも、マルサンヌを用いてエルミタージュで、あるいはリースリングを用いてアルザスでも造られる。コレーズではVin pailléとも呼ばれる。伝統的には藁のマットを用いて室内で3か月間乾燥させ、できあがるワインの糖度は10-20%になる。この乾燥工程をパスリヤージュ（仏：passerillage）と呼ぶ。

## イタリア
イタリアでは乾燥工程を経たワインを一般にパッシート（伊：passito）と呼ぶ。また、この手法をアパッシメントと呼ぶ。マスカットで造られるパッシート・ディ・パンテッレリアについては上述の通りである。その他、有名なパッシートとしてはマルヴァジーア・デッレ・リーパリ・パッシート（D.O.C.）、トスカーナのヴィン・サント、ヴェローナ周辺のレチョート、カルーゾ・パッシート（古代ローマの時代から造られてきた歴史のあるワインで、エルバルーチェという品種を用いてピエモンテのカナヴェーゼで造られる）、ジェノバの東のチンクエ・テッレで造られるシャッケトラが挙げられる。

### トスカーナ

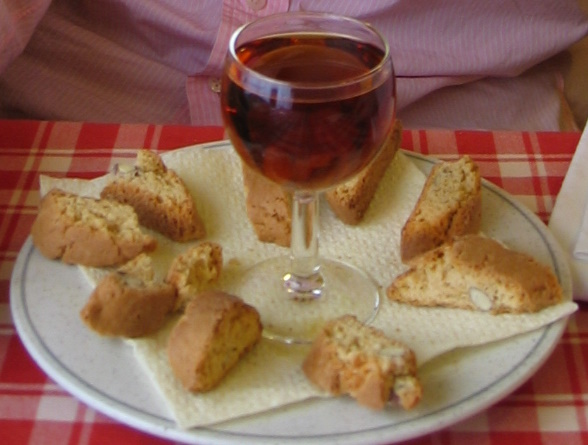
カントゥチーニ・エ・ヴィン・サント。ミラノのレストランにて。

ヴィン・サント（伊：vin santo）はトスカーナで造られるワインで、手摘みした後垂木に吊るして乾燥させたブドウを用いる。醸造はカラテッリと呼ばれる小さいタバコ型の樽で行い、そのカラテッリをワイナリーの屋根裏に10年に及ぶ期間保管することで熟成させる。ワインは金色ないしは琥珀色を示すようになり、甘く、ナッツのような香りを持つこともある。アーモンドかヘーゼルナッツで作ったビスケットであるカントゥチーニと合わせた「カントゥチーニ・エ・ヴィン・サント」も一般的であり、カントゥチーニをワインに浸して食べる。

### ピエモンテ
パッシート・ディ・カルーソは、エルバル―チェ・ディ・カルーソのなかでも最良のブドウを用い、6か月間藁のマットに置いておき、その後優しく圧搾し、オーク樽で最低4年の熟成を行ってから瓶詰めする、貴重なワインである。パンテッレリア、シャッケトラと並ぶ、歴史の長いパッシートである。

### ヴェネト
パッシートのなかでも有名なワインが、ヴァルポリチェッラに典型的な赤ワイン用ブドウ品種から造られる。すなわち、コルヴィーナが40-70%、ロンディネッラが20-40%、モリナーラが5-25%のブレンドである。ブドウは谷あいの斜面で、伝統的な藁のマットないしは棚の上で乾燥される。ヴェネトにおけるパッシートには2つのスタイルが存在する。
発酵を完全に行い辛口に仕上げれば、アマローネ・デッラ・ヴァルポリチェッラとなる。アマローネ（伊：Amarone）の字義は「苦み」であり、甘さとは正反対の意味を持つ。アマローネは非常に円熟味がありレーズンのような赤ワインであり、酸は少なく、アルコール度数は15%以上のものが多い（法的には14%である必要がある）。アマローネは収穫年から5年後に売り出されることが典型的であるが、これは法的な規定によるものではない。アマローネ用のブドウの搾りかすはヴァルポリチェッラ・リパッソの生産に使われる。アマローネはD.O.C.に1990年に登録され、2009年12月にはD.O.C.G.に昇格した。
発酵を最後まで行わないと、甘口ワインであるレチョート・デッラ・ヴァルポリチェッラになる。発酵が終了する理由はいくつかあり、栄養分の枯渇やアルコール度数の上昇、貴腐菌の代謝物の影響などが挙げられる。ブドウの乾燥を谷底で行うと貴腐が発生しやすいため、レチョートの生産には適している。これはアマローネを造る際に貴腐菌を避けるため乾燥工程を斜面の上方で行うのと対照的である。レチョート・デッラ・ヴァルポリチェッラはチョコレートを使ったデザートとよく合うと言われている。これはカカオが豊富な酸を含むからである。
レフロントロ・パッシートはトレヴィーゾ県コネリアーノにほど近い丘陵地で生産される赤のパッシートである。プロセッコの中心地のうちわずか数ヘクタールの地域で、年間ボトル数千本のみが生産される。このワインはマルツェミーノ種で造られ、D.O.C.G.に登録されている。モーツァルト作曲のドン・ジョヴァンニにおいて、主人公がこのワインを素晴らしいと述べているなど、歴史的に高い評価を受けてきた。
レチョート・ディ・ソアーヴェはヴェローナ周辺で造られる白ワインで、ソアーヴェに使われるガルガーネガ種が用いられる。名前の由来となった"recie"はヴェネト語で「耳」を意味するが、これはブドウが過熟すると主たる房の上方に2つの小さな房が生じるという品種の特性から来ており、このような状態のブドウはこのワインにとって望ましい。5世紀ごろから存在する歴史の古いワインであると考えられており、カッシオドルスもレチョート・ディ・ソアーヴェと思しきヴェローナ産の甘口白ワインについて言及している。クリスマス菓子である、パネットーネやヴェローナのパンドーロと合わせるのが伝統的な組み合わせである。
トルコラートもヴェネト州で造られる白のパッシートである。穏やかな黄金色で甘い香りを持ち、余韻が長く、丸みと厚みがある。ブレガンツェのアスティコからブレンタ川の間に広がる、バッサーノ・デル・グラッパとヴァルダスティコの谷に挟まれた細長い土地である"Strada"（ないしはワインの道）で生産される。名前の由来はヴェネト語で「捻った」という意味の言葉であるが、これは伝統的な生産手法としてブドウの房を捻って乾かすことによる。
ラマンドロ・パッシートはフリウリ近郊で造られるパッシートである。多くはウーディネに近いニーミス周辺の丘陵地で生産され、ヴェルドゥッツォ・フリウラーノ種から造られる、甘くフルボディで蜂蜜のような香りを持つワインである。この場所は著名なピコリットの産地でもあり、極めて高品質なパッシートを産出する。トレヴィーゾやヴェネツィアではラマンドロスタイルのワインが造られることもあり、それにはヴェルドゥッツォ・フリウラーノやヴェルドッツィオ・トレヴィジャーノが使われる。ヴェネツィア菓子のブッソラとヴェルドゥッツォを用いたパッシートが良く合うと言われている組み合わせである。

## スペイン
アンダルシア州で生産される酒精強化ワインであるシェリーのなかでも、極甘口のペドロ・ヒメネスはエスパルトと呼ばれるマットのうえで10日から2週間ほど乾燥させて作る。他のシェリーの例にもれず、ソレラシステムによる熟成が行われる。